# Barbacenia cuspidata
Barbacenia cuspidata är en enhjärtbladig växtart som beskrevs av Goethart och Johannes Jan Theodoor Henrard. Barbacenia cuspidata ingår i släktet Barbacenia och familjen Velloziaceae. Inga underarter finns listade.